# Falkenerarbostället

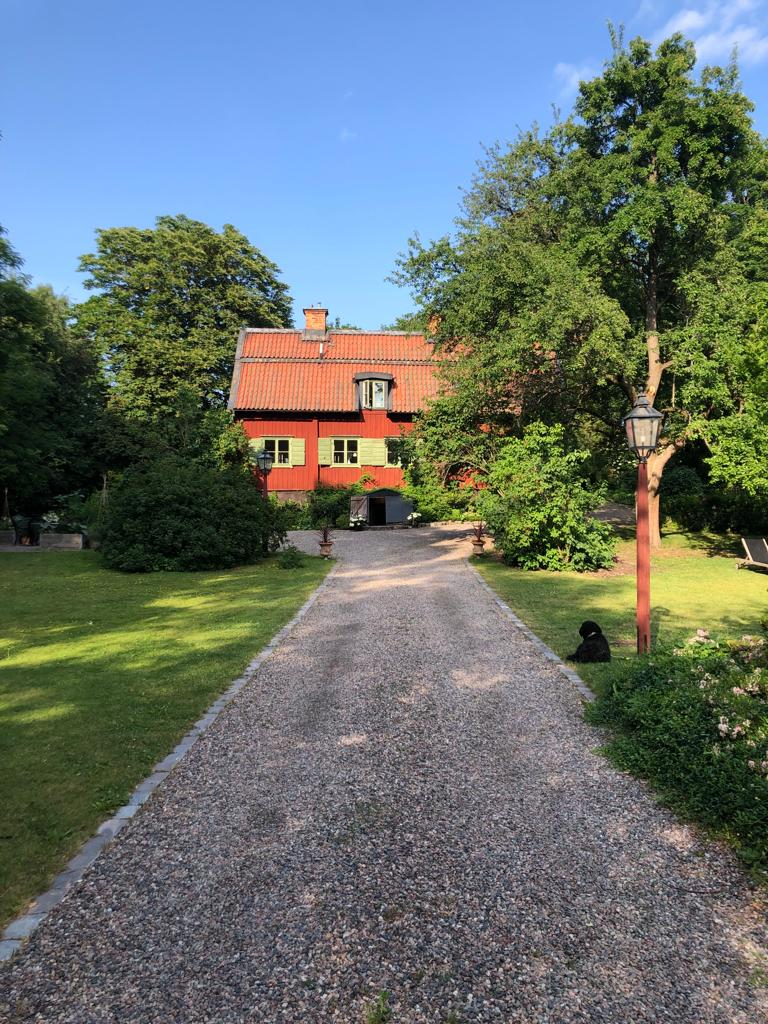
Falkenerarbostället: juni 2023

Falkenerarbostället är en liten byggnad i karolinerstil i Solna kyrkby, uppförd 1726 som tjänstebostad åt de kungliga falkenerarna. Byggnaden var från början en del av Karlbergs slott, men övergick under tidigt 1900-tal till Solna församling. Idag är Falkenerarbostället en privatbostad. 
Bostället är uppfört i timmer med en faluröd fasad och har ett tvådelat sadeltak. Huset har en sexdelad planlösning, vilket är typiskt för högreståndsbyggnader från 1700-talet. Falkenerarbostället är mycket välbevarat och klassat som byggnad med synnerligen högt kulturhistoriskt värde.  

## Historik
Byggnaden uppfördes 1726 åt de kungliga falkenerarna, och var fram till 1867 tjänstebostad åt dessa. Under 150 år var det de kungliga falkenerarnas hem. Det byggdes åt falkeneraren Christian Freundt som var jägare och falkenerare åt kung Fredrik I. Fredrik var starkt inspirerad av falkenering och grundade en formell kunglig falkenerarstat i Sverige, med falkenerarbostället som tjänstebostad. I slottsarkivet på Kungliga slottet i Stockholm finns fortfarande handlingar som bevittnar Falkenerarboställets tillkomst. Freundt ersattes senare av holländaren Michael von Hamm, vars son och sonson ärvde ämbetena som kungliga falkenerare och överjägmästare. Den sista i släkten von Hamm avled på bostället år 1867. 

### Om byggnaden
Falkenerarbostället har en välbevarad 1700-tals exteriör i falurött, ett tvådelat tegeltak med dubbla skorstenar och fönsterluckor i grönt.
Boställets fönsterluckor och sannolikt ytterdörr kommer från Hagalunds Värdshus (1785-1954) och hängdes upp på bostället efter 1965. Luckkrokarna kommer från Linvävaretorpet, vilket revs 1967 på grund av breddning av Uppsalavägen.
Under 1800-talet byggdes huset ut söderut med ett extra fönsterpar och avvek då från den ursprungliga symmetriska planlösningen. En utbyggnad som skedde någon gång under 1800-talet och utökade boställets boyta på båda plan. Utöver utbyggnaden fanns också tidigare en köksflygel norr om huset. Flygeln revs någon gång efter 1890, men finns bevarad bland Carl Curmans fotografier som donerades till Moderna Museet 1994. På huvudbyggnaden finns även en dörr på norrsidan som sannolikt användes som utgång för att nå köksflygeln.
Interiört har huset genomgått flertalet renoveringar - och av originalinredningen finns dörrar och golv bevarade på övre plan, samt en av dörrarna på nedre plan. Huset har också ett flertal kakelugnar från 1700-talet med varierande motiv, bland annat "död fågel under parasoll", ett mönster tillskrivet Jean Eric Rehn. I övrigt har huset genomgått en varsam restaurering för att återfå 1700-talskaraktären. 

### De kungliga falkenerarna
- Christian Freundt 
  - Hovjägare vid Djurgården i Stockholm 1702-1721[9].
  - Gift med Margareta Jahn. Paret fick två barn, en son och en dotter.
- Lucas Boogers (Lucas Hoogers) (1702-1779)
  - Boogers kom ursprungligen från Falkenwerth i Holland, och skrevs in samtidigt som Michel van Ham till det svenska falkoneriet. Han avancerade till falkonerarmästare och hade även två drängar i sin stab[10]. Boogers tjänstgjorde också som hovjägare. Han avled 1779 på Stallmästaregården, 77 år gammal[11].
  - Boogers är begravd i ett gravkor vid Solna kyrka, dekorerat med initialerna LB vilka omringar en falk.
- Michael von Hamm (Michel van Ham) (1716-1792)
  - Gift med Anna Johanna von Hamm, född von den Endten
  - von Hamm anställdes som falkenärsgesäll år 1724, och blev falkenärsmästare från 1758, ett ämbete som uppbar betalning om 610 daler för honom och falkoneriet. Michael von Hamm avled 1792 och tjänsten som falkenerare tillträddes av hans son Carl Henric[11].
- Carl Henric von Hamm (1769-1834)
  - Gift med Sara Christina Bucht;  paret fick sonen Carl Harald Constantin von Hamm och dottern Christina Amalia Wigert[12].
  - 1819 erhöll von Hamm besittningsrätten till Falkenärsbostället på 25 år för sig själv, sin hustru och sina barn, att räknas från hans avgång från tjänsten som falkenerare. Dock kvarstod skyldighet för honom att hålla tillsyn över skogen tillhörande Karlbergs kungsgård[11].
  - Erhöll survivans på fadens falkenerartjänst år 1783. Han efterträdde fadern vid hans frånfälle. Carl Henric blev kunglig falkenerare år 1792 och  överjägmästare år 1804[11].
- Carl Harold/Harald Konstantin/Constantin von Hamm (1806-1867)
  - Gifte sig 17 september 1839 med Constance Eleonora, född Sparre af Rossvik. Paret fick tre barn tillsammans[12][11].
  - von Hamm var Sveriges sista falkenerare och den siste som i sådan egenskap innehade det gamla falkenerarebostället bredvid Solna kyrka[11].

Falkenerarnas uniformer bestod under 1700-talet av ”i stället för röd Skarlakans råck med silfwer galoner beprydd” samt blå klädesväst och byxor med silfvergaloner bestå af ”grå, slät Klädes surtout med wanlige Falckenärs under kläder”.

### Tiden som bostad
Efter 1867 användes bostället huvudsakligen som bostad. Vid den folkräkning som genomfördes i Sverige 1890 bodde åtta personer från fem olika familjer på Falkenerarbostället
- Ida Johanna Hermione Hellberg, född 1828 i Örebro
- Anna Maria Hägg, född 1817 i Huddinge
- Pål Persson Helldahl, född 1821 i Fjälkinge
- Maria Kristina Berglund, född 1823 i Tunhem
- Gustaf Albin Åkerman, stenhuggare, född 1857 i Nora
- Gustafva Gustafsdotter Åkerman, född 1844 i Ullervad
- Axelina Aurora Åkerman, född 1882 i Solna
- Maria Agneta Constantia Åkerman, född 1888 i Solna

### Solna församling, hembygdsmuseum och fram till modern tid
Bostället hörde ursprungligen till Karlbergs slotts ägor, och betecknades som kronolägenhet, men separerades och förvärvades år 1897 av Solna församling.  Mellan åren 1937 och 1967 huserade Solna Hembygdsmuseum i fastigheten. Hembygdsföreningen stod utan lokaler och frågade församlingen om de kunde få använda Falkenerarbostället som lokal för hembygdsmuseet. Under denna tid bodde även museets föreståndare på boställets övre plan. Efter 1967 flyttade hembygdsmuseet till Charlottenburgs gård, där det fortfarande ligger. Åren 1967 till 1997 hyrdes fastigheten ut som bostad och såldes sedan år 1997 av Solna församling. Idag är falkenerarbostället privatbostad.